# 螣蛇廿二
仙女座ι，又名BD+42 4720，HD 222173、SAO 53216、HR 8965，是仙女座的一颗恒星，视星等为4.29，位于銀經109.03，銀緯-17.62，其B1900.0坐标为赤經23h 33m 13.7s，赤緯+42° -17.62′ 52″。